# Bitwa o Nową Georgię
Bitwa o Nową Georgię (kampania na Nowej Georgii) – seria bitew stoczonych w czasie wojny na Pacyfiku podczas II wojny światowej pomiędzy 20 czerwca a 25 sierpnia 1943 roku. Kampania ta była częścią operacji Cartwheel. Miała ona miejsce na grupie wysp Nowej Georgii, które znajdują się w centralnej części Wysp Salomona. Udział w niej brały siły alianckie przeciwko japońskim.

## Tło

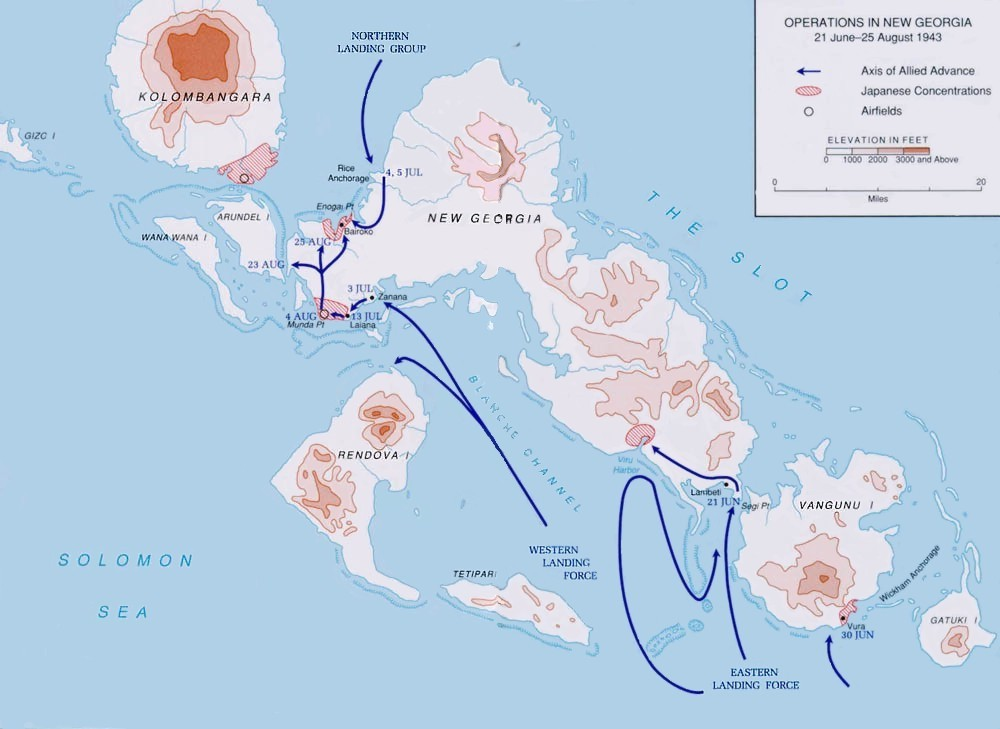
Mapa amerykańskich desantów na Nowej Georgii

W 1942 roku Japończycy zdobyli Nową Georgię i zbudowali lotnisko na Munda Point, które zaczęło funkcjonować w grudniu 1942 roku, zadaniem tego lotniska było wspieranie ofensywy na Guadalcanal. Kiedy pod koniec 1942 roku było już jasne, że Japończycy nie są w stanie utrzymać Guadalcanal, dowódcy japońscy doszli do przekonania, że alianci ruszą w kierunku bazy japońskiej w Rabaul na Nowej Brytanii i tym samym centralne Wyspy Salomona będą znajdowały się na drodze marszu w kierunku Rabaul. 
Dowództwo Cesarskiej Armii Japońskiej było przekonane, że utrzymanie Wysp Salomona jest ostatecznie nierealne i że byłoby lepiej przyjąć atak aliantów na Bougainville, co byłoby tańsze zarówno pod względem kosztów zaopatrzenia jak i wsparcia. Cesarska Marynarka Wojenna wolała opóźniać marsz aliantów tak długo jak to było możliwe poprzez utrzymywanie odległej linii obrony. W związku z brakiem efektywnego dowództwa centralnego marynarka i armia lądowa wdrożyły własne plany: marynarka wzięła na siebie obronę środkowych Salomonów, a armia północnych. 
Początkiem 1943 roku niektórzy dowódcy alianccy, szczególnie głównodowodzący sąsiednią Strefą Południowo-Zachodniego Pacyfiku generał Douglas MacArthur, chcieli skoncentrować się na zajęciu Rabaul, jednakże silna pozycja Japończyków w tym miejscu oraz brak jednostek desantowych oznaczały, że operacja taka była niemożliwa do wykonania w 1943 roku. Zamiast tego od naczelnego dowództwa Amerykańskich Sił Zbrojnych wyszedł pomysł o nazwie Operacja Cartwheel, w którym sugerowano okrążenie i odcięcie Rabaul bez zajmowania go. 
Na początku 1943 roku japońska obrona była przygotowana na możliwy desant aliantów na Nowej Georgii, Kolombangarze i Santa Isabel. Na początku czerwca 1943 roku na Nowej Georgii znajdowało się 10 500 żołnierzy japońskich, a na Kolambangarze 9000 żołnierzy, dobrze okopanych i oczekujących na atak aliantów.

## Desanty
Pierwsze lądowania aliantów zaczęły się 20 czerwca 1943 roku i był to 4. Batalion Marine Raiders, który wylądował na Segi Point w Nowej Georgii. Batalion nie napotkał żadnego oporu i prace nad lotniskiem polowym rozpoczęły się już 30 czerwca. Od 12 lipca samoloty z Segi Point były bardzo silnym wsparciem powietrznym dla bitwy.
30 czerwca 4. Batalion Marine Raiders zajął Viru Harbor. 
Główny desant został wykonany tego samego dnia na wyspie Rendova na południe od Munda. Celem była japońska baza lotnicza w Munda Point na wyspie Nowa Georgia. Baza ta nie została jednak zdobyta aż do 5 sierpnia 1943 roku. 
Japoński sprzęt w Bairoko Harbor znajdował się 13 kilometrów na północ od Mundy i został zajęty przez amerykańskie siły 23 sierpnia po kilku tygodniach ciężkich walk w dżungli. Walki były kontynuowane na wyspach na zachód od Nowej Georgii aż do października 1943 roku.

## Bibliografia

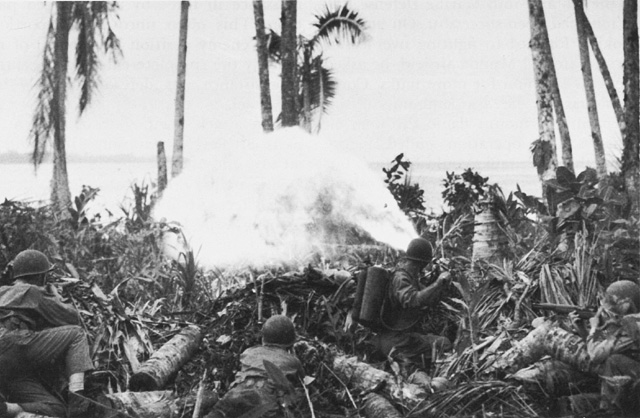
Amerykańscy żołnierze atakujący japońskie pozycje w Munda Point za pomocą miotaczy ognia